# Boreus chagzhigireji
Boreus chagzhigireji är en näbbsländeart som beskrevs av Pliginsky 1914. Boreus chagzhigireji ingår i släktet Boreus och familjen snösländor. Inga underarter finns listade i Catalogue of Life.